# Carpet
Carpet è il secondo album in studio del gruppo musicale Ceremonial Oath, pubblicato nel 1995 dalla Black Sun Records.

## Tracce
1. The Day I Buried – 6:06
2. Dreamsong – 3:44
3. Carpet – 3:30
4. The Shadowed End – 3:16
5. One of Us/Nightshade – 3:54
6. Immortalized – 3:48
7. Hallowed Be Thy Name – 6:46 (cover degli Iron Maiden)

## Formazione
- Anders Fridén - voce
- Anders Iwers - chitarra, testi
- Mikael Andersson - chitarra
- Thomas Johansson - basso
- Markus Nordberg - batteria, testi